# ウィリアム・パウンドストーン
ウィリアム・パウンドストーン（William Poundstone）は、アメリカ合衆国のサイエンスライター。
MITで物理学を学んだ後、ライターになり、ニューヨーク市に住んでいた（2003年5月現在）。 
1983年に初の著書『大秘密』を刊行。
『ライフゲイムの宇宙』（Labyrinths of Reason）と『パラドックス大全 -世にも不思議な逆説パズル』（The Recursive Universe）で、２回、ピューリッツァー賞にノミネートされた。

## 邦訳された著書
- 「ライフゲイムの宇宙」有沢誠 訳 日本評論社 1990
- 「囚人のジレンマ : フォン・ノイマンとゲームの理論」松浦俊輔 他訳 青土社 1995
- 「大秘密 : 噂・都市伝説・憶測の真相あばきます」田村義進 訳 早川書房・ハヤカワ文庫NF 2001
- 「大疑惑 : 「部外者ご遠慮ください」の内幕、すべてあばきます」 田村義進・伊藤文英 訳 ハヤカワ文庫NF 2002
- 「大暴露 : あの超有名人・企業が闇に葬りたかったすべて」 田村義進・伊藤文英 訳 ハヤカワ文庫NF 2002
- 「ビル・ゲイツの面接試験 : 富士山をどう動かしますか?」松浦俊輔 訳 青土社 2003
- 「パラドックス大全 : 世にも不思議な逆説パズル」松浦俊輔 訳 青土社 2004
- 「天才数学者はこう賭ける : 誰も語らなかった株とギャンブルの話」 松浦俊輔 訳 青土社 2006
- 「選挙のパラドクス : なぜあの人が選ばれるのか?」 篠儀直子 訳 青土社 2008
- 「プライスレス : 必ず得する行動経済学の法則」 松浦俊輔・小野木明恵 訳 青土社 2010
- 「Googleがほしがるスマート脳のつくり方 : ニューエコノミーを生き抜くために知っておきたい入社試験の回答のコツ」桃井緑美子 訳 青土社 2012
- 「科学で勝負の先を読む : 投資からテニスまで先を読むため・読まれないための実践ガイド」松浦俊輔 訳 青土社 2014
- 「クラウド時代の思考術 : Googleが教えてくれないただひとつのこと」森夏樹 訳 青土社 2017
- 「世界を支配するベイズの定理 ： スパムメールの仕分けから人類の終焉までを予測する究極の方程式」飯嶋貴子 訳 青土社 2019
- 「イーロン・マスクの面接試験」森夏樹 訳 青土社 2022

## 脚註
1. ↑  日本評論社・著者紹介
2. ↑  Macmillan著者紹介